# Svratka (rzeka)

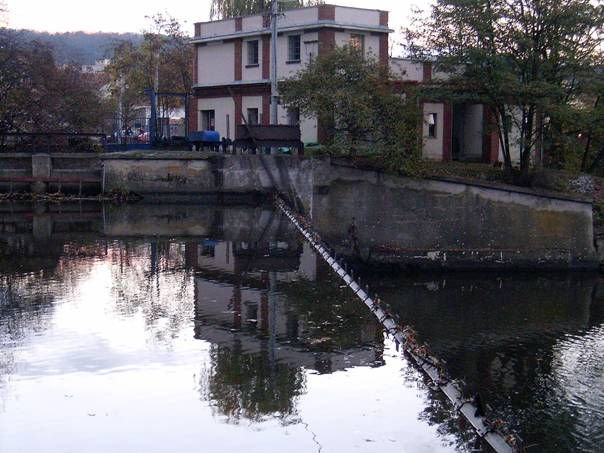
Svratka

Svratka – rzeka w Czechach, lewy dopływ Dyi (dorzecze Dunaju); nad rzeką leży m.in. Brno. Długość rzeki wynosi 173,9 km.